# 駐諾魯外交機構列表

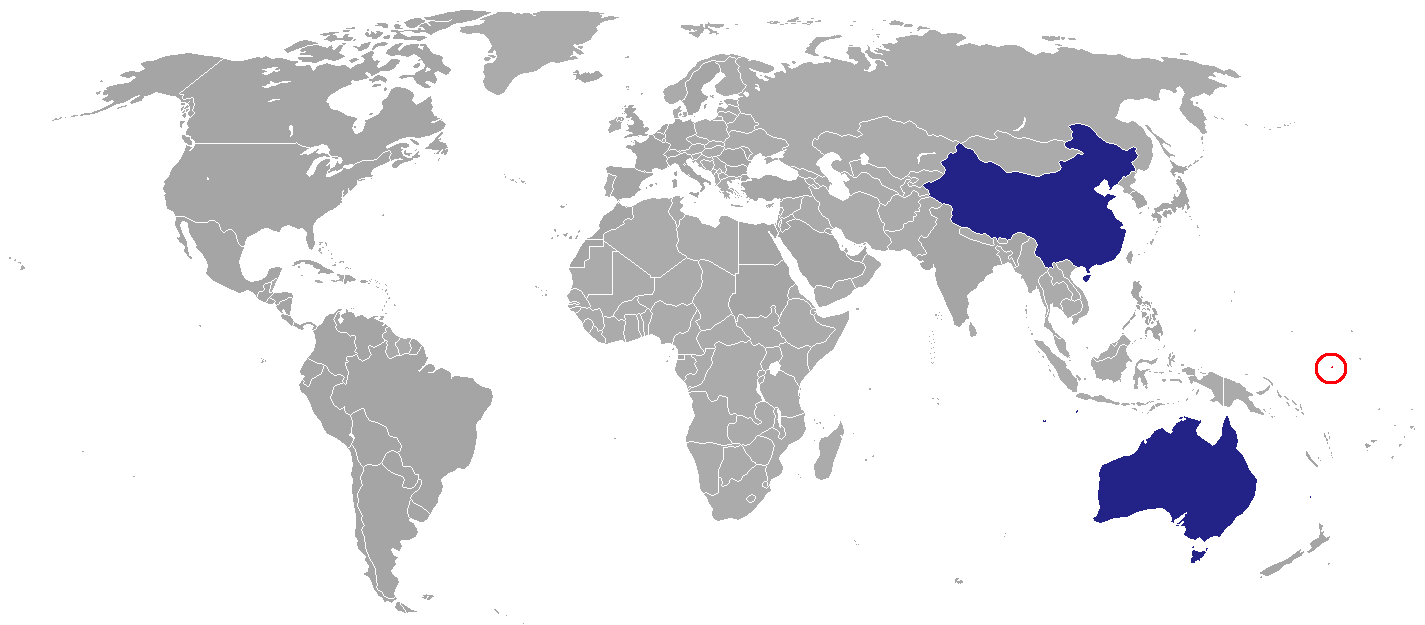
在諾魯常設外交機構的國家一覽

駐諾魯外交機構列表為各國駐在太平洋島國諾魯外交機構列表，包含大使館、領事館及高級專員公署等。目前，該國事實首都亞倫區並未駐有任何外交機構。艾沃区有澳洲的高級專員公署進駐。梅嫩区則有中國的大使館進駐。

## 大使館/高級專員公署

### 艾沃区
- [1]

### 梅嫩区
- 中国[2]

## 代表處
- 南奥塞梯[3][4]

## 非常駐
| - 奥地利（堪培拉） - 比利时（堪培拉） - 巴西（堪培拉） - 加拿大（堪培拉） - 哥伦比亚（東京都） - 捷克（马尼拉） - 丹麦（堪培拉） - 芬兰（堪培拉） - 法國（蘇瓦） - 德国（堪培拉） - 印度（蘇瓦） - 爱尔兰（纽约） - 以色列（耶路撒冷） | - 義大利（堪培拉） - 日本（蘇瓦） - （蘇瓦） - 賴索托（東京都） - 马来西亚（蘇瓦） - 荷蘭（堪培拉） - 新西兰（蘇瓦） - 菲律賓（堪培拉） - 俄羅斯（堪培拉） - 南非（堪培拉） - 土耳其（堪培拉） - 英国（蘇瓦） - 美国（蘇瓦） |